# Microsoft Family Safety
Microsoft Family Safety (Anteriormente Windows Live Family Safety y Windows Live OneCare Family Safety), desarrollado por Microsoft, es un servicio de control parental gratuito para Microsoft Windows, parte del paquete de servicios Windows Essentials. El programa permite a los usuarios fijar restricciones para los niños al navegar en Internet y proporciona a los padres supervisar las actividades de sus hijos en la Web.

## Características
- Web Filtering - Protección infantil tiene un controlador de Windows Filtering Platform para filtrar la navegación web. Esto funciona en todos los navegadores, los filtros en 18 idiomas diferentes, y contiene los siguientes niveles:
  - Lista de admitidos - Solo permite sitios web que un padre ha añadido a la lista de admitidos.
  - Child-Friendly Sites - Por encima de plus permite una lista de sitios Web diseñado para niños. Child-Friendly Websites tiene un listado de los sitios más populares de niño y le permite buscar toda la lista de sitios.
  - Interés General - Bloques de redes sociales, web mail, web chat, y los sitios para adultos.
  - Comunicaciones en la Red - bloquea los sitios para adultos.
  - Avisar al adulto - Permite que todos los sitios web, pero advierte que el sitio contiene material para adulto. Esta configuración se ha diseñado para los niños mayores que usted confía para tomar buenas decisiones cuando el filtro web clasifica incorrectamente un sitio.
- Reporte de Actividad - Los padres pueden obtener una lista de los sitios web visitados. Además, los usos informáticos de tiempo, los programas se ejecutan, los archivos descargados, y ejecutar juegos se informará a través de Control parental de Windows.
- Bloqueo de SafeSearch on para Google, Bing, Yahoo! y otros motores de búsqueda populares.
- Control de la configuración de Windows Control Parental para establecer límites de tiempo, restricciones ESRB, PEGI, CERO, el Reglamento Computer Software Rating, Rating Board Game, y Selbstkontrolle Unterhaltungssoftware. así como las restricciones de aplicación general.
- Protección infantil permite el acceso remoto a sus características a través de la interfaz web. Windows Live Family Safety 2011 ha añadido soporte para el uso de la web filtrado / bloqueo de los controles sin que el niño tenga una ID de Windows Live.
- Gestión de contactos - Los padres son capaces de crear "Permitir" lista de servicios de Windows Live Contacts, como Windows Live Messenger y Hotmail para ayudar a evitar que sus hijos se comuniquen con contactos desconocidos y en su lugar solo se comunican con los contactos que los padres hayan autorizado. Como alternativa, los padres solo pueden supervisar que el niño en su lista de admitidos. Esto se añadió para Windows Live Messenger 8.5.
- Bloques de seguridad para la familia Exploración de InPrivate en Internet Explorer 8 y 9.
- Filtrado de Imagen - Protección infantil tiene un filtro que busca contenido para adultos en las imágenes. El filtro solo se ejecuta en sitios web que no hacen un trabajo adecuado de filtrado de las imágenes y solo en equipos con capacidades de rendimiento suficientes. Cuando una imagen está bloqueada, Protección infantil se difumina hacia fuera.

## Historia
Una versión preliminar de Windows Live OneCare Family Safety se ofreció en principio a 3000 evaluadores en marzo de 2006. Después de más de un año y medio de pruebas, la versión final fue lanzada el 6 de noviembre de 2007. En 15 de diciembre de 2008, Microsoft lanzó una versión actualizada a 2009 del software y lo renombró como Windows Live Protección infantil, removiéndolo del ahora discontinuado producto Windows Live OneCare. El 30 de septiembre de 2010, se lanzó Windows Live Protección infantil 2011 (Wave 4), como parte de la suite Windows Live Essentials 2011.
El 14 de mayo de 2012, Microsoft anunció que Windows Live Family Safety ahora sería Microsoft Family Safety y será incorporado como parte de su sistema operativo Windows 8

## Requisitos del sistema
Family Safety requiere de Windows Vista (ediciones de 32 o 64 bits), Windows 7 (ediciones de 32 o 64 bits) o Windows Server 2008. Funciona en navegadores web como Internet Explorer, Firefox, Google Chrome, Safari y Opera.